# Athletic Club 96
L'Athletic Club 96 Alperia è una società di atletica leggera italiana con sede a Bolzano, fondata nel 1996.
Nasce nel 1947, come Società Atletica Bolzano (SAB) che confluisce nel 1983 con la Nuova Atletica Alto Adige (NAAA, nata dalla fusione delle categorie maschili e femminili della SAB, dell'Atletica Bressanone, dell'Atletica Laives e dell'Atletica Appiano).
Nel 2019, vince il campionato nazionale assoluto di società per la prima volta, vittoria confermata a Modena il 18 ottobre 2020.